# Lee Do-hyung
Lee Do-hyung (kor. 이도형; * 15. Oktober 2001 in Daejeon) ist ein südkoreanischer Fußballspieler.

## Karriere
Lee Do-hyung erlernte das Fußballspielen in den südkoreanischen Jugendmannschaften der Jeonnam Dragons und des Suwon FC sowie in der Schulmannschaft der Tokai University Fukuoka High School im japanischen Fukuoka. Seinen ersten Vertrag unterschrieb der Torwart am 1. Februar 2020 beim FC Imabari. Der Verein aus Imabari, einer Stadt in der Präfektur Ehime, spielte in der dritten japanischen Liga. Sein Drittligadebüt gab Lee Do-hyung am 2. Oktober 2021 (21. Spieltag) im Auswärtsspiel gegen den FC Gifu. Hier stand er in der Startelf und spielte die kompletten 90 Minuten. Gifu gewann das Spiel 2:1.